# Манглеруд Стар (хоккейный клуб)
«Манглеруд Стар» (норв. Manglerud Star) — норвежский хоккейный клуб из города Осло. Основан в 1967 году. Выступает в норвежской хоккейной лиге.

## История
В 1964 году в результате слияния столичных спортивных клубов «Манглеруд» и «Стар» был образован единый спортивный клуб «Манглеруд Стар». В 1967 году в клубе появилась секция по хоккею с шайбой. В 1973 году хоккейный клуб впервые вышел в высшую лигу Норвегии. В 1977 и 1978 годах клуб выиграл золото чемпионата страны.
В 90-х годах из-за финансовых проблем команда носила различные названия — «Осло» и «ЛМ-90», с 1994 по 1996 год в чемпионате Норвегии выступала объединённая команда «Манглеруда» и «Фурусета» — «Спектрум Флайерз». В 2005 году «Манглеруд Стар» был исключён из чемпионата Норвегии по финансовым причинам и переведён во вторую лигу. В сезоне 2009/10 команда вернулась в элиту, в 2012 году вновь была снята. С 2014 года, после банкротства команды «Русенборг», команда снова выступает в высшей лиге.

## Достижения
- Норвежская хоккейная лига:
  - Победители (2)  : 1977, 1978